# William Atashkadeh
William Philip Siros Atashkadeh (persiska: ویلیام آتشکده), född 12 april 1992 i Annedals församling i Göteborg, är en svensk fotbollsspelare som har spelat för Örgryte IS.
Atashkadeh kom 2002 till IFK Göteborg från sin moderklubb Azalea BK. Efter framgångar i IFK Göteborgs u-lag debuterade han under försäsongen 2009 i a-laget och spelade totalt sex matcher där under året, varav en tävlingsmatch i Svenska cupen. Eftersom han inte hade a-lagskontrakt med IFK Göteborg använde han tröjnummer som inte var upptagna, under 2009 års försäsongs träningsmatcher använde han tröja nr 18 och under 2010 använde han tröja nr 26. 
Atashkadeh debuterade i allsvenskan den 13 mars 2010 då han blev inbytt i IFK:s säsongspremiär mot Kalmar FF. Han missade stora delar av säsongen på grund av en skada men kom tillbaka under hösten och gjorde den 17 oktober 2010 sitt första allsvenska mål i en bortamatch mot Brommapojkarna.
Atashkadeh erbjöds efter säsongen 2010 ett ettårskontrakt av IFK Göteborg, men den 15 november 2010 skrev han på ett flerårigt kontrakt med Örebro SK. I januari 2015 skrev han på ett ettårskontrakt för Örgryte IS, kontraktet förlängdes till och med säsongen 2017.
Atashkadeh spelade under 2008 flera matcher med pojklandslaget.